# Kasregister

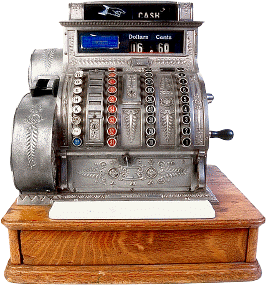
Antiek kasregister

Een kasregister is een mechanisch of elektronisch apparaat in een winkel waarmee men artikelen kan afrekenen. Het kasregister staat op de toonbank en in grotere winkels en supermarkten in een afgescheiden ruimte die "kassa" heet. In de volksmond wordt ook het kasregister "kassa" genoemd.
Meestal bevindt zich onder het kasregister een lade waarin het geld wordt bewaard. Deze lade gaat vaak alleen open na invoer van een transactie, en wel vanzelf. Als een klant geld wil wisselen of te weinig wisselgeld heeft teruggekregen moet vaak eerst een transactie met een andere klant worden ingevoerd, zodat de lade weer opengaat, of anders moet er een chef bij komen met een sleutel. Bovendien is het kasregister gekoppeld aan de pinautomaat, zodat deze gereed gemaakt wordt voor het betalen van het totaalbedrag. Er zijn kassa's waar alleen met de pinpas kan worden betaald en dan ontbreekt de geldlade. 
Een vroege kassa werd uitgevonden door James Ritty en John Birch in 1879. In 1906 vond Charles F. Kettering de elektrische kassa uit.
Bijna alle kasregisters zijn uitgerust met een barcodescanner die de streepjescode op de verpakking van de producten leest en deze hieraan herkent (behalve bij kasregisters waar dat niet nodig is, zoals in een café of restaurant). Als het aantal verschillende producten beperkt is en er geen scanner wordt gebruikt kan door middel van de toetsen een product en het aantal exemplaren aangegeven worden. Voor bijzondere gevallen en in het geval van een eenvoudige kassa kan vaak een bedrag worden ingevoerd, zoals vroeger gebruikelijker was.
Bijkomend voordeel van deze werkwijze is dat het kasregister automatisch de winkelvoorraad bijhoudt, zodat precies bekend is welke artikelen in voorraad zijn. Aan de hand van deze aantallen kunnen nieuwe bestellingen voor de bevoorrading van de winkel worden gemaakt.
Het kasregister berekent niet alleen het bedrag dat de klant moet betalen en de dagomzet, maar ook de omzetbelasting (waarvan het percentage per product kan verschillen), de eventuele afronding (in de meeste Nederlandse winkels wordt het contant te betalen bedrag op 5 cent afgerond), bijbetaling voor zegeltjes en dergelijke. Geldt er een korting als een klant meerdere identieke artikelen koopt, dan houdt het kasregister daar automatisch rekening mee.
Een kasregister wordt bediend door een kassamedewerker. Sinds 2002 bestaan er ook zelfscankassa's waarbij de klant zelf de producten dient te scannen. Vervolgens wordt afgerekend met de pinpas of creditcard.
Als technologie is RFID in opkomst. Dit is een vorm van herkenning door middel van radiogolven. Waar eerst nog vaak een pasje met streepjescode werd gebruikt voor bijvoorbeeld aanmelding in een sportschool, zal steeds vaker RFID gebruikt gaan worden.
Eenvoudige kassatransacties kunnen via betaalautomaten en de elektronische kiosk of informatiezuil worden verricht.